# هاريسون هيث
هاريسون هيث (بالإنجليزية: Harrison Heath)‏ (6 مارس 1996 في المملكة المتحدة - ) هو لاعب كرة قدم بريطاني في مركز الوسط. لعب مع أتلانتا يونايتد وأورلاندو سيتي وOrlando City SC (2010–2014) ‏ ومينيسوتا يونايتد وOrlando City B ‏ وOrlando City U-23 ‏ ونادي ساكارامينتو ريببلك.

## وصلات خارجية
- هاريسون هيث على موقع الدوري الأمريكي (الإنجليزية)
- هاريسون هيث على موقع قاعدة بيانات كرة القدم.إي يو (الإنجليزية)
- هاريسون هيث على موقع Soccerbase.com (لاعب) (الإنجليزية)
- هاريسون هيث على موقع Soccerway.com (الإنجليزية)
- هاريسون هيث على موقع عالم كرة القدم.نت (الإنجليزية)
- هاريسون هيث على موقع AS.com (الإسبانية)